# Grammitis azorica
Grammitis azorica — вид трав'янистих рослин з родини багатоніжкові (Polypodiaceae), ендемік Азорських островів.

## Опис
Характерною рисою є те, що вайї мають помітні, чорні, обрамовані краї.

## Поширення
Ендемік Азорських островів (о. Піку, Флорес).
Це невелика епіфітна папороть, яка мешкає у мохових дощових ялівцевих лісах на середніх висотах (650–850 м), де обмежується найбільш вологими та вітровими частинами ялівцевого лісу.

## Загрози та охорона
Нелегальне збирання створює загрозу для цього виду. Втрата лісу на островах шляхом очищення та введення інвазивних видів дерев (особливо Cryptomeria japonica) призводить до зменшення природної рослинності, де мешкає цей вид. Його місце проживання також зменшується завдяки випасу худоби. Оскільки єдині субпопуляції розташовані на схилах вулканів, вулканічні виверження також можуть бути загрозою.
Цей вид трапляється в охоронних районах, але його місце проживання зменшується, оскільки ці ділянки все ще відкриті для випасу кіз, великої рогатої худоби та інвазивних кролів. Нелегальне колекціонування ботаніків для зразків гербаріїв також викликає занепокоєння. Для збільшення площі, де цей вид може зростати, може знадобитися сувора захист старих природних лісів та можлива посадка місцевих видів ялівцю.